# 世界是平的
《世界是平的：一部二十一世紀簡史》（The World Is Flat: A Brief History of the Twenty-first Century）是一本由湯馬斯·佛里曼（Thomas L. Friedman）所著作的暢銷書，書中分析了21世紀初期全球化的過程。書中主要的論題是「世界正被抹平」，這是一段個人與公司行號透過全球化的過程進而得到權力的過程。
作者分析這種快速的改變是如何透過科技進步與社會協定的交合，諸如手機、網路、开放源代码计算机程序等，進而產生的。佛里曼他本身大力地擁護這些改變，他稱自己為「自由貿易人」、「熱情推土機」，並且批評抗拒這些改變的國家。書中，他著重在「這些快速改變的必然性」及「個人和開發中國家所顯現出能力對美國人民及貿易所加諸壓力的程度」。
他給予了美國人和開發中國家一些特別的忠告（但對於歐洲則是輕描帶過）。「世界正被抹平」產生了許多可能性：以附加價值服務為基礎的複雜供應鏈，伴隨著各行業中透過競爭的而變得及於現有市場，如印度和中國，使用當地勞工和服務的可能性。佛里曼的這本書是以大量的個人研究、遊歷、談話及沉思為基礎的熱門著作。他在「世界是平的」一書中，將概念性的分析和個人的佳句與意見以其相當具特色的方式結合。